# یوژف هولپرت
یوژف هولپرت (انگلیسی: Jožef Holpert؛ زادهٔ ۱۳ مارس ۱۹۶۱) بازیکن هندبال اهل یوگسلاوی است.